# Gransjön (Frostvikens socken, Jämtland)
Gransjön är en sjö i Strömsunds kommun i Jämtland och ingår i Ångermanälvens huvudavrinningsområde. Sjön har en area på 1,46 kvadratkilometer och ligger 579,2 meter över havet. Gransjön ligger i Frostvikenfjällen Natura 2000-område. Sjön avvattnas av vattendraget Gransjöån.

## Delavrinningsområde
Gransjön ingår i det delavrinningsområde (717220-144346) som SMHI kallar för Utloppet av Gransjön. Medelhöjden är 724 meter över havet och ytan är 14,09 kvadratkilometer. Räknas de 8 avrinningsområdena uppströms in blir den ackumulerade arean 59,69 kvadratkilometer. Gransjöån som avvattnar avrinningsområdet har biflödesordning 4, vilket innebär att vattnet flödar genom totalt 4 vattendrag innan det når havet efter 296 kilometer. Avrinningsområdet består mestadels av skog (55 procent) och kalfjäll (34 procent). Avrinningsområdet har 1,44 kvadratkilometer vattenytor vilket ger det en sjöprocent på 10,2 procent.